# Lannea transulta
Lannea transulta är en sumakväxtart som först beskrevs av Isaac Bayley Balfour, och fick sitt nu gällande namn av Radcliffe-smith. Lannea transulta ingår i släktet Lannea och familjen sumakväxter. Inga underarter finns listade i Catalogue of Life.